# مدولاسیون تقسیم فرکانس عمودبرهم

مدولاسیون تقسیم فرکانس عمودبرهم (به انگلیسی: Orthogonal frequency-division multiplexing) یا همتافتگری بسامدتقسیم متعامد که به اختصار اواف‌دی‌ام (OFDM) خوانده می‌شود، یک فن مدولاسیونی است که براساس اصل انتقال همزمان n فرکانس متعامد است. این مدولاسیون، در تبادل اطلاعات با حجم بالا مورد استفاده قرار می‌گیرد و در کاربردهایی نظیر خطوط دی‌اس‌ال، شبکه‌های محلی، وای فای، دی‌وی‌بی و وایمکس استفاده می‌شود. یک امتیاز ویژه اواف‌دی‌ام، صرفه جویی در استفاده از پهنای باند است. فرکانس‌های متعامد اغلب به عنوان زیرحامل‌های اواف‌دی‌ام شناخته می‌شوند. پهنای باندی که به هر کدام از این زیرکانال‌ها اختصاص می‌یابد کمتر از کل پهنای باند سیگنال اصلی است (که با تک حامل شناخته می‌شود). داشتن پهنای باند فرکانسی کوچکتر برای هر کانال معادل است با پریود زمانی بیشتر، در نتیجه مقاومت بهتری در برابر انتشار چندمسیره، نسبت به سیگنال تک حاملی خواهیم داشت.
هنگامی که داده‌ها، در محیط انتقال، انتشار می‌یابند، ممکن است از مسیرهای گوناگونی به گیرنده برسند. هر کدام از این مسیرها دارای یک تأخیر برای نمونه‌های واصله به گیرنده می‌باشند. بیشترین تأخیر ناشی از انتشار را با Ts نشان می‌دهند و مدت نمونه را در ارسال اطلاعات با نرخ بالا، معمولاً>>Ts است که این مسئله، باعث تداخل بین نمونه‌ها (ISI) می‌گردد که به‌طور کلی، سیستم‌های باند وسیع مانند وایمکس دارای این نوع اختلال هستند.
بنابراین به فنون دریافت و ارسالی نیاز است که بر تداخل میان‌سمبلی غلبه کند. درحقیقت برای داشتن یک کانال که تداخل درون سمبلی نداشته باشد، زمان سمبل باید بزرگتر از تأخیر انتشارکانال باشد. به همین دلیل از فن مدولاسیون اواف‌دی‌ام استفاده می‌شود.
مدولاسیون تقسیم-فرکانسی عمودبرهم در واقع یک مدولاسیون باند پایه‌است.
اواف‌دی‌ام این مدولاسیون همان‌طور که از اسمش پیداست.
مدولاسیون تقسیم-فرکانسی عمودبرهم عملیات مدولاسیون (به انگلیسی: Multiplexing) را با استفاده از تقسیم فرکانس البته به‌صورت عمودبرهم اجرا می‌کند. مفهوم عمودبرهم یا متعامد در تقسیم فرکانس به تعامد (عمود بودن) سیگنال‌ها اشاره دارد که به یک تعریف ریاضی بر می‌گردد که در آن هرگاه دو تابع سینوسی در هم ضرب شوند، انتگرال این حاصلضرب در هر پریود زمانی برابر صفر خواهد بود.
قبلاً از این نوع مدولاسیون در صنایع نظامی استفاده می‌شده که به آن چندتُون (به انگلیسی: Multi tone) می‌گفتند یعنی یک بازه فرکانسی را به چندین فرکانس حامل یا به عبارت علمی تر زیرحامل (به انگلیسی: Sub Carrier) تقسیم می‌کردند و بر روی هرکدام از این زیر حامل‌ها بخشی از اطلاعات را ارسال می‌کردند. مزیتهای این روش ارسال دیتا به‌صورت موازی و غلبه بر محوشدگی گزینشی فرکانس (به انگلیسی: Frequency Selective Fading) است. چون در این حال هر قسمتی از دیتا روی بازهٔ کوچکی از باند فرکانسی حمل می‌شود که محو شدگی روی این بازهٔ کوچک عملاً به‌صورت خطی ظاهر می‌شود و قابل جبران شدن و نهایتاً استخراج سیگنال است. حال ببینیم تعامد یا Orthogonality در این میان چه نقشی را بازی می‌کند و چه اثر مثبتی در سیستم ایجاد می‌کند. در واقع مدل اواف‌دی‌ام مدولاسیون چندتُون باعث می‌شود که هرکدام از این زیر حامل‌ها «دو به دو» با هم متعامد باشند و درنتیجه به دلیل قابلیت تفکیک‌پذیری زیرحامل‌ها که متأثر از این خاصیت، به وجود می‌آید می‌توان آن‌ها را به گونه‌ای در کنار هم چید که بر روی هم همپوشانی داشته باشند چیزی که در حالت چندتُون امکان نداشت. به راحتی می‌توان دریافت که بر اساس این قابلیت منطقا در یک بازه فرکانسی نسبت به حالت چندتُون می‌توان تعداد بالاتری از زیرحامل‌ها را ایجاد کرد و این خود به معنی امکان ارسال نرخ بیت بیشتر در پهنای باند فرکانسی کمتر است مثلاً ارسال 30 Mbps در 6 MHz که نسبت این دو یعنی عدد ۵ به عنوان بهره‌وری فرکانسی مطرح می‌شود. البته این بخشی از توانایی‌های این نوع مدولاسیون است توانایی غلبه بر Multi path Fading, Frequency Selective Fading،... از دیگر مزایای استفاده از این سیستم است. ناگفته نماند که در عین حال این سیستم نسبت به رفتارهای غیر خطی بخصوص در حوزهٔ فاز سیگنال بسیار حساس و آسیب‌پذیر است به همین دلیل معمولاً تقویت کننده‌های توان در این نوع سیستم‌ها بسیار گرانقیمت تر از نوعی است که در مدولاسیون‌های دیگر مثل DSSS یاFHSS (طیف گسترده) استفاده می‌شوند. قابل ذکر است که همان‌طور که در ابتدا گفته شد اواف‌دی‌ام نوعی Coding باند پایه‌است و برای ارسال آن باید از یکی از روش‌های DPSK, QPSK، یا nQAM که (....n=۱۶٬۶۴٬۱۲۸) استفاده کرد.

## مدولاسیون چندحاملی
اساس و مبنای استفاده از این مدولاسیون برای ارسال داده‌های با نرخ بالا و ایجاد کانال‌های فاقد ISI می‌باشد. در واقع تلاش این روش برای ایجاد شرط Ts>> می‌باشد. سیستم‌های دیجیتال در صورت وجود ISI، به خوبی قادر به کار کردن نیستند. در واقع هنگامی که Ts کاهش یابد و کمتر از شود، دیگر نرخ خطای بیتی، قابل تحمل نخواهد بود. برای رفع این مشکل، روش مدولاسیون چندحاملی دنباله انتقالی با نرخ بالا را به L زیر دنباله با نرخ ارسال پائین‌تر تبدیل می‌کند که در هر کدام برقرار است و لذا کانال فاقد ISI می‌گردد. سپس این زیردنباله‌ها روی L زیرکانال موازی با فرکانس‌های متعامد ارسال می‌شوند در حالیکه همچنان نرخ دیتای کلی مطلوب حفظ شده‌است. از آنجا که نرخ داده در هر کانال فرعی از نرخ داده کل کمتر است بنابراین پهنای باند هر زیر کانال از پهنای باند کل سیستم کمتر خواهد بود. تعداد زیردنباله‌هایی که انتخاب می‌شوند به گونه‌ای است که پهنای باند هر زیرکانال از پهنای باند همدوس کانال کمتر شود، بنابراین در هر زیرکانال محوشدگی هموار خواهیم داشت. در نتیجه مقدار ISI در هر زیرکانال کوچک می‌شود. علاوه بر این با اجرا و پیاده‌سازی دیجیتال اواف‌دی‌ام، ISI با به کار بردن پیشوند متناوب کاملاً حذف می‌شود.
برای روشن‌تر شدن موضوع مثالی را مطرح می‌کنیم.

### مثال
فرض کنیم که در یک کانال باند پهن بی‌سیم میزان تأخیر انتشار باشد و برای غلبه بر ISI می‌بایست رابطه بر قرار باشد. دو سؤال در اینجا مطرح می‌شود:
۱- ماکزیمم پهنای باند مجاز در این سیستم چه مقدار است؟
۲- اگر از مدولاسیون چندحاملی استفاده کنیم و پهنای باند مطلوب ما ۵ مگاهرتز باشد، تعداد زیرحامل‌های مورد نیاز چقدر است؟
برای پاسخ به سؤال اول اگر فرض کنیم که، برای برآورده کردن شرایط ISI ماکزیمم پهنای باند برابر می‌شود با:
که این مقدار، از پهنای باند مطلوب در سیستم‌های وایمکس بسیار کمتر است.
در سؤال دوم، اگر از مدولاسیون چندحاملی استفاده کنیم زمان سمبل برابر خواهد شد با T=LTS.
معیار تأخیر انتشار حکم می‌کند که زمان سمبل جدید هنوز هم به محدود باشد در نتیجه. اما پهنای باند ۵ MHz مورد نیاز نتیجه می‌دهد. با استفاده از این دو رابطه خواهیم داشت:
یعنی تعداد کانال‌های فرعی (L) ما باید بزرگتر از ۵۰ تا باشد تا ISI نداشته باشیم؛ بنابراین همان‌طور که در مثال بالا دیدیم تعداد زیر دنباله‌ها بگونه‌ای انتخاب می‌شود که زمان هر سمبل در یک زیر دنباله، بزرگتر از تأخیر انتشار کانال باشد یا به‌طور معادل پهنای باند هر زیردنباله کوچکتر از پهنای باند همدوس کانال باشد.
یک نمایش ساده از فرستنده و گیرنده چندحاملی در شکل‌های (۲–۱)، (۲–۲) و (۲–۳) آورده شده‌است. یک سیگنال با نرخ داده بالا و برابر Rbps و پهنای باندB، به L تا زیر دنباله موازی شکسته می‌شود، هر کدام از زیردنباله‌ها دارای نرخ و پهنای باند خواهند بود. هر زیردنباله در حامل‌های با فرکانس‌های مختلف ضرب می‌شود و پس از عبور از کانال انتقال با تابع تبدیل H(f)، سیگنال دریافتی همانند شکل (۲–۳) در گیرنده ظاهر می‌شود که در آن برای سادگی فرض کرده‌ایم که شکل پالس مانند باعث می‌شود که شکل طیف، کامل و بی عیب باشد و بنابراین زیرحامل‌ها همپوشانی ندارند. در عمل فاکتوری به نام β وجود دارد و پهنای باند اشغالی واقعی توسط سیستم برابر خواهد بود. فن اواف‌دی‌ام با به‌کارگیری پیشوند متناوب بر این ناکارامدی غلبه خواهد کرد.
تا زمانیکه تعداد زیرحامل‌ها به اندازه‌ای زیاد باشد که باعث شود پهنای باند هر زیرحامل خیلی کوچکتر از پهنای باند همدوس کانال باشد، می‌توان مطمئن بود که هر زیرحامل محوشدگی همواری را تجربه می‌کند. پس سیگنال‌های توأم متعامد می‌توانند به‌صورت جداگانه آشکار شوند
بنابراین فن چندحاملی تفسیر جالبی، هم در حوزه زمان و هم در حوزه فرکانس دارد. در حوزه زمان طول سمبل هر زیرحامل به افزایش می‌یابد، بنابراین اگر اجازه دهیم L افزایش یابد، این اطمینان حاصل می‌شود که طول سمبل از تأخیر انتشار کانال بیشتر می‌شود، چیزی که برای یک مخابرات بدون ISI لازم داریم. در حوزه فرکانس زیرحامل‌ها دارای فرکانس هستند که محوشدگی همواری را تضمین می‌کند و بنابراین ISI نخواهیم داشت.
اگرچه فهم شکل ساده مدولاسیون چندحاملی راحت است اما ضعف‌هایی هم دارد. اول اینکه در کاربرد عملی پهنای باند مقداری بالاتر را بر ما تحمیل می‌کند زیرا که حامل‌های فرعی نمی‌توانند شکل پالس‌های مربعی کاملی داشته باشند و از لحاظ زمان محدودند. به علاوه برای حفظ تعامد زیرحامل‌ها در گیرنده، به فیلترهای پایین‌گذر با کیفیت بالا (و بنابراین گران‌قیمت) نیاز داریم. مهم¬ تر از همه به L واحد RF و مسیر دمدولاسیون نیازمندیم. در ادامه نشان خواهیم داد که فن اواف‌دی‌ام چگونه بر این مشکلات غلبه می‌کند. برای اینکه در فرستنده و گیرنده به L عدد RF نیاز نداشته باشیم، اواف‌دی‌ام از یک فن محاسباتی مؤثری به نام تبدیل فوریه گسسته DFT استفاده می‌کند که خود به روش مؤثرتری به نام تبدیل فوریه سریع FFT)) منتهی می‌شود. تبدیل فوریه سریع و معکوس آن IFFT می‌توانند تعداد زیادی حامل‌های فرعی متعامد را با استفاده از یک رادیو ایجاد نمایند.
اگر در شکل (۲–۱) به جای ضرب‌کننده‌ها، یک بلوک تبدیل فوریه معکوس قرار دهیم، طبق تئوری اواف‌دی‌ام به سیگنال اواف‌دی‌ام خواهیم رسید مطابق شکل (۲–۴).
در اینجا زمان یک سمبل اواف‌دی‌ام یا زمان یک سمبل دیتای مدوله شده‌است. از نظر ریاضی هر حامل زیرکانال، با مدولاسیون فرکانسی، به‌صورت زیر نشان داده می‌شود:
شکل (۲–۴) تولید سیگنال اواف‌دی‌ام با تبدیل سریع معکوس فوریه
که و به ترتیب دامنه و فاز حامل می‌باشند که براساس سمبل فرق می‌کنند. برای مثال برای QPSK، دامنه ثابت می‌باشد و فاز یکی از چهارحالت ممکن را به خود می‌گیرد. توجه شود که سیگنال میان گذر ارسالی، قسمت حقیقی است.
در اواف‌دی‌ام زیرکانال‌های زیادی داریم، بنابراین برای N زیرحامل، سیگنال مختلط ارسالی باند پایه نرمالیزه شده به‌صورت زیر می‌باشد:
فرکانس‌های حامل زیرکانال‌ها را به‌صورت زیر می‌توان نوشت:
که در اینجا است و زمان سمبل است. بدون از دست دادن عمومیت مسئله می‌توانیم قرار دهیم. اگر فرض کنیم که فاز و دامنه سیگنال ارسالی روی پریود سمبل تغییر نکند، می‌توانیم آن را ثابت فرض کنیم و به‌صورت زیر بیان کنیم:
سیگنال فوق یک سیگنال پیوسته‌است درحالیکه ما می‌خواهیم به‌صورت سیگنال گسسته نمایش دهیم که برای این منظور با فرکانس از آن نمونه برداری می‌کنیم؛ بنابراین که T پریود نمونه برداری و N تعداد نمونه درهر سمبل است. درحالت گسسته رابطه (۲–۴) را می‌توان به‌صورت زیر نوشت:
با مقایسه رابطه فوق با تبدیل معکوس فوریه نرمالیزه شده که به‌صورت رابطه (۲–۶) است:
مشاهده می‌کنیم که سیگنال در حوزه زمان با گرفتن تبدیل معکوس فوریه به دست می‌آید؛ بنابراین این نشان می‌دهد که سمبل اواف‌دی‌ام با گرفتن تبدیل معکوس فوریه به دست می‌آید که معمولاً برای کاهش محاسبات با تبدیل معکوس سریع فوریه آن را به دست می-آورند.
نکته‌ای دیگری که باید به آن اشاره کنیم این است که همان طورکه درشکل (۲–۵) مشاهده می‌کنید زیر حامل‌ها در حوزه فرکانس با هم تداخل و هم پوشانی دارند ولی در طرف گیرنده بدون تداخل دریافت می‌شوند و این به خاطر متعامد بودن آنهاست که در ادامه توضیح داده می‌شود.
شکل (۲–۵) نمونه‌ای ازطیف اواف‌دی‌ام در حوزه فرکانس (الف) طیف کامل یک سیگنال اواف‌دی‌ام با ۵ زیرحامل (ب) طیف یک زیرحامل تک از سیگنال اواف‌دی‌ام